# Geher-Länderkampf der Männer 1969 Tschechoslowakei – BR Deutschland
| 3. Leichtathletik-Länderkampf mit bundesdeutscher Beteiligung 1969 | 3. Leichtathletik-Länderkampf mit bundesdeutscher Beteiligung 1969 |
| ------------------------------------------------------------------ | ------------------------------------------------------------------ |
|                                                                    |                                                                    |
| Geher-Vergleich der Männer: Tschechoslowakei – BR Deutschland      |                                                                    |
| Austragungsort                                                     | Prešov                                                             |
| Wettbewerbe                                                        | 2                                                                  |
| Datum                                                              | 31. Mai / 1. Juni                                                  |
| 1. FRG 2. CSK                                                      | 27 Punkte 17 Punkte                                                |
| Chronik                                                            |                                                                    |
| ← FRG-NLD-SUI Straßenlauf (M)                                      | FRG-URS Zehnkampf (M) →                                            |

Der dritte Vergleich des Länderkampfjahres 1969 war wie der erste ein Vergleich der Geher. Am 31. Mai / 1. Juni traten die bundesdeutschen Sportler gegen die Athleten aus der Tschechoslowakei an. Ausgetragen wurde der Wettkampf in der tschechoslowakischen Stadt Prešov. In einer Begegnung zwischen zwei Ländern waren die beiden Teams noch nie zuvor aufeinander getroffen, doch im letzten Jahr hatte es einen Vergleich gegeben, an dem als dritte Nation Großbritannien beteiligt gewesen war und vor der Bundesrepublik Deutschland gewonnen hatte.

## Wettbewerbe und Modus
Wie üblich standen zwei Straßengeh-Wettbewerbe unterschiedlicher Länge auf dem Programm, der kürzere führte wie gewohnt über 20 Kilometer. Die längere Distanz betrug diesmal wieder 50 Kilometer. Jede Nation stellte je Wettbewerb vier Geher, von denen die drei Besten gewertet wurden. Der erste Rang brachte sieben Punkte, der zweite fünf, der dritte vier, der vierte drei usw.

## Ergebnis
Auf der 20-km-Strecke gab es einen tschechoslowakischen Einzelsieger. Die Wertung der jeweils drei Besten endete hier Unentschieden mit elf zu elf Punkten. Mit den Rängen eins bis drei dominierten die bundesdeutschen Geher die 50-km-Distanz, sodass es in der Länderkampfendwertung zu einem klaren bundesdeutschen Sieg mit 27 zu siebzehn Punkten kam.

## Legende
Kurze Übersicht zur Bedeutung der Symbolik – so üblicherweise auch in sonstigen Veröffentlichungen verwendet:
| DNF | nicht im Ziel (did not finish) |

## Resultate

### 20-km-Straßengehen
| Platz | Athlet             | Land | Zeit (h)  |
| ----- | ------------------ | ---- | --------- |
| 01    | Alexander Bílek    | CSK  | 1:28:15,8 |
| 02    | Bernhard Nermerich | FRG  | 1:32:02,8 |
| 03    | Julius Müller      | FRG  | 1:33:42,0 |
| 04    | Josef Macek        | CSK  | 1:33:56,6 |
| 05    | Heinz Mayr         | FRG  | 1:34:27,6 |
| 06    | Juraj Benčík       | CSK  | 1:35:06,8 |
| 07    | Karl-Heinz Pape    | FRG  | 1:35:57,0 |
| 08    | Milan Zavadsky     | CSK  | 1:42:05,0 |

### 50-km-Straßengehen
| Platz | Athlet               | Land | Zeit (h)  |
| ----- | -------------------- | ---- | --------- |
| 01    | Gerhard Weidner      | FRG  | 4:18:13,2 |
| 02    | Gerd Schuth          | FRG  | 4:29:58,2 |
| 03    | Jörg Voswinckel      | FRG  | 4:36:56,8 |
| 04    | Václav Dostalík      | CSK  | 4:40:11,4 |
| 05    | Vladimir Parizek     | CSK  | 4:44:32,4 |
| 06    | Harald Putz          | CSK  | 4:46:45,4 |
| 07    | Jan Brandejsky       | CSK  | 4:50:18,0 |
| DNF   | Horst-Rüdiger Magnor | FRG  |           |